# マグダレナ・コントレラス
マグダレナ・コントレラス（スペイン語: La Magdalena Contreras）はメキシコシティを構成する16の管轄区域のひとつで、南西部に位置する。
北部は都市化されている。それ以外は山と渓谷に富む自然保護地域だが、スプロール化の圧力にさらされている。森林と自然資源を保護するために区政府はエコツーリズムを奨励している。

## 地理
マグダレナ・コントレラスはメキシコシティ南西部に位置し、アルバロ・オブレゴンとトラルパンに接している。南部はメヒコ州と境をなす。面積は63.51平方キロメートルである。平均標高は2,510メートルである。マグダレナ・コントレラスは47の地区(colonia)に分けられている。土地はシエラ・デ・ラス・クルセス山脈の東側の麓および低い山に沿って伸びている。
野生動物や植物のほとんどは、南部の2⁄3ほどを占める保護地域に限られている。生態学的に、また観光の上でも重要な土地であるが、スプロール化による劣化に直面している。不法な集落は環境に損害を及ぼしている。環境および安全面で重要な問題は渓谷の険しい斜面に建てられた違法建築物である。不法な集落からは大量のゴミが捨てられ、水質汚染を引きおこしている。区政府によれば106の違法な建築物があり、1,000人ほどの居住者が住んでいる。これらは雨季に土砂崩れの被害に遭う危険が高い。問題に対処するために不法な集落の住民を転居させ、田園地帯の土地の所有者にエコツーリズムなどの開発を奨励している。

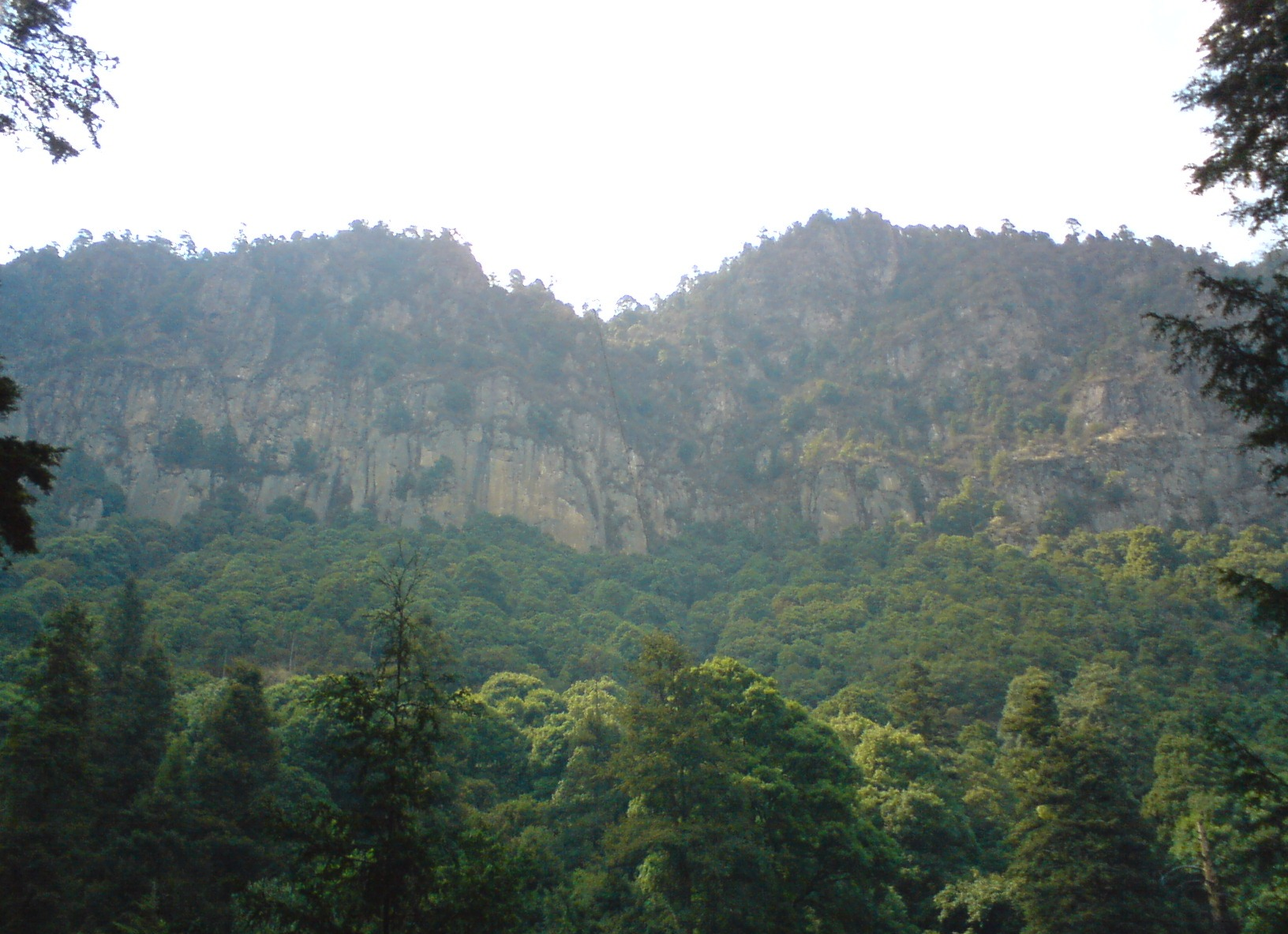
ロス・ディナモスの峡谷

エコツーリズムは環境保護の面でも経済的な面でも重要である。区政府は主要な地主にエコツーリズムのための公園などを開発することを奨励している。マグダレナ・アトリティクは2011年にメキシコシティの21の「バリオ・マヒコ」（魔法の地区）のひとつに選ばれた。最大のエコツーリズムの公園はロス・ディナモスで、2,429ヘクタールの面積がある。

## 人口
2010年の国勢調査によれば、マグダレナ・コントレラスの人口は239,086人である。北の1⁄3は主に住宅地であり、南部は農地または保護地域になっている。標高の低い地域に人口が集中している。

## 歴史
この地域には先古典期後期の紀元前500-200年ごろから人が居住し、クイクイルコの支配下にあった。シトレ火山の噴火によってクイクイルコが滅亡すると、住民は高地に逃がれた。高地は狩猟採集民のオトミ、チチメカおよびナワ族が共存していた。その後テパネカがこの地を征服し、コヨアカンの一部になった。アステカ帝国がテパネカを征服すると、小さな湖の中に大きな岩があったため、この地はアトリティク（Atlitic、ナワトル語で「水の中」）と呼ばれるようになった。
スペイン人がアステカ帝国を征服した後、ドミニコ会はマグダラのマリア(María Magdalena)に捧げる町と教会を建設し、アトリティクの名はマグダレナ・アトリティクに変えられた。マグダレナ川を利用してヘロニモ・デ・レオンは1543年に水力による製材所を設立した。17世紀にコントレラス家によって工場が建設され、そこがコントレラスと呼ばれるようになった。18世紀末に織物工場が建設され、一帯の産業と人口が発展した。19世紀末には生産した織物がメキシコシティとクエルナバカを結ぶ鉄道を使って出荷された。19世紀まで地域の人口の大部分は農民または織物工場の労働者で、生活環境は貧弱だった。
20世紀はじめにメキシコシティ連邦区は何度か再構成された。最初この地は独立したムニシピオであったが、1928年の再編によってメキシコシティ連邦区を構成する区のひとつになった。
メキシコシティ＝クエルナバカ鉄道は1997年に廃止され、コントレラス駅は公園になった。
20世紀後半は人口の増加で特徴づけられ、特に北部で目立つ。1963年に外部環状道路が延長されてマグダレナ・コントレラスを通るようになった。道路によって人口が増え、1970年代の住宅開発が促進された。1900年の人口は8,150人で、そのほとんどがマグダレナの町に住んでいたが、1940年代から急速に増加して1960年に40,000人を越え、1990年に195,000人に達した。その後も2000年に222,000人、2005年に229,000人と増えつづけてはいるが増加速度は落ちている。家の建てられる場所には制限があるにもかかわらず人口が増加しているために、保護地域や土砂崩れの危険性のある斜面への違法な居住が起きている。